# Squirrel Nut Zippers

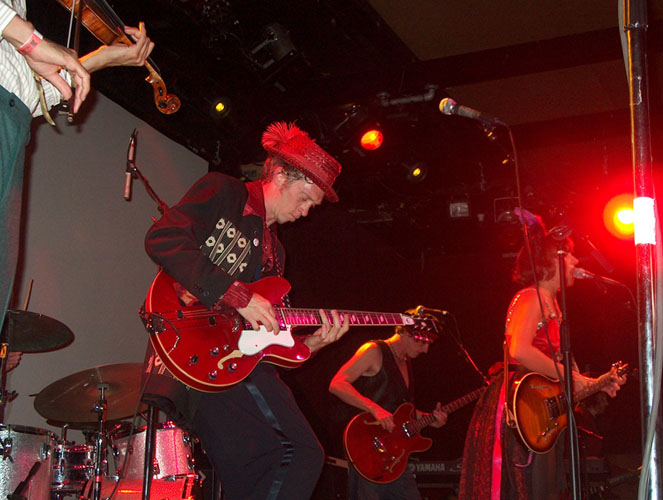
Squirrel Nut Zippers (2008)

Squirrel Nut Zippers ist eine Band, die 1993 in den USA von James Mathus, Katherine Whalen, Chris Phillips, Don Raleigh und Ken Mosher gegründet wurde. Die Stilrichtung der Band geht in Richtung Jazz und Swing.

## Diskografie

### Alben
| Jahr | Titel               | Höchstplatzierung, Gesamtwochen, AuszeichnungChartsChartplatzierungen (Jahr, Titel, Platzierungen, Wochen, Auszeichnungen, Anmerkungen) | Anmerkungen |
| Jahr | Titel               | US | Anmerkungen |
| ---- | ------------------- | --- | ----------- |
| 1996 | Hot                 | US27 Platin · (51 Wo.)US |             |
| 1997 | Sold Out            | US165 (1 Wo.)US |             |
| 1998 | Perennial Favorites | US18 Gold · (13 Wo.)US |             |
| 1998 | Christmas Caravan   | US117 (6 Wo.)US |             |
| 2000 | Bedlam Ballroom     | US195 (1 Wo.)US |             |

Weitere Alben
- The Inevitable (1995)
- Roasted Right (EP, 1997)
- The Best of Squirrel Nut Zippers as Chronicled by Shorty Brown (2002)
- Lost at Sea (Live-Album, 2009)
- Beasts of Burgundy (2018)

### Singles
- Hell (1996)
- Put a Lid on It (1997)
- Suits Are Picking Up the Bill (1998)
- La Grippe (2009)